# Trachelas altiformis
Trachelas altiformis är en spindelart som först beskrevs av Hercule Nicolet 1849.  Trachelas altiformis ingår i släktet Trachelas och familjen flinkspindlar. Inga underarter finns listade i Catalogue of Life.